# Skyfos

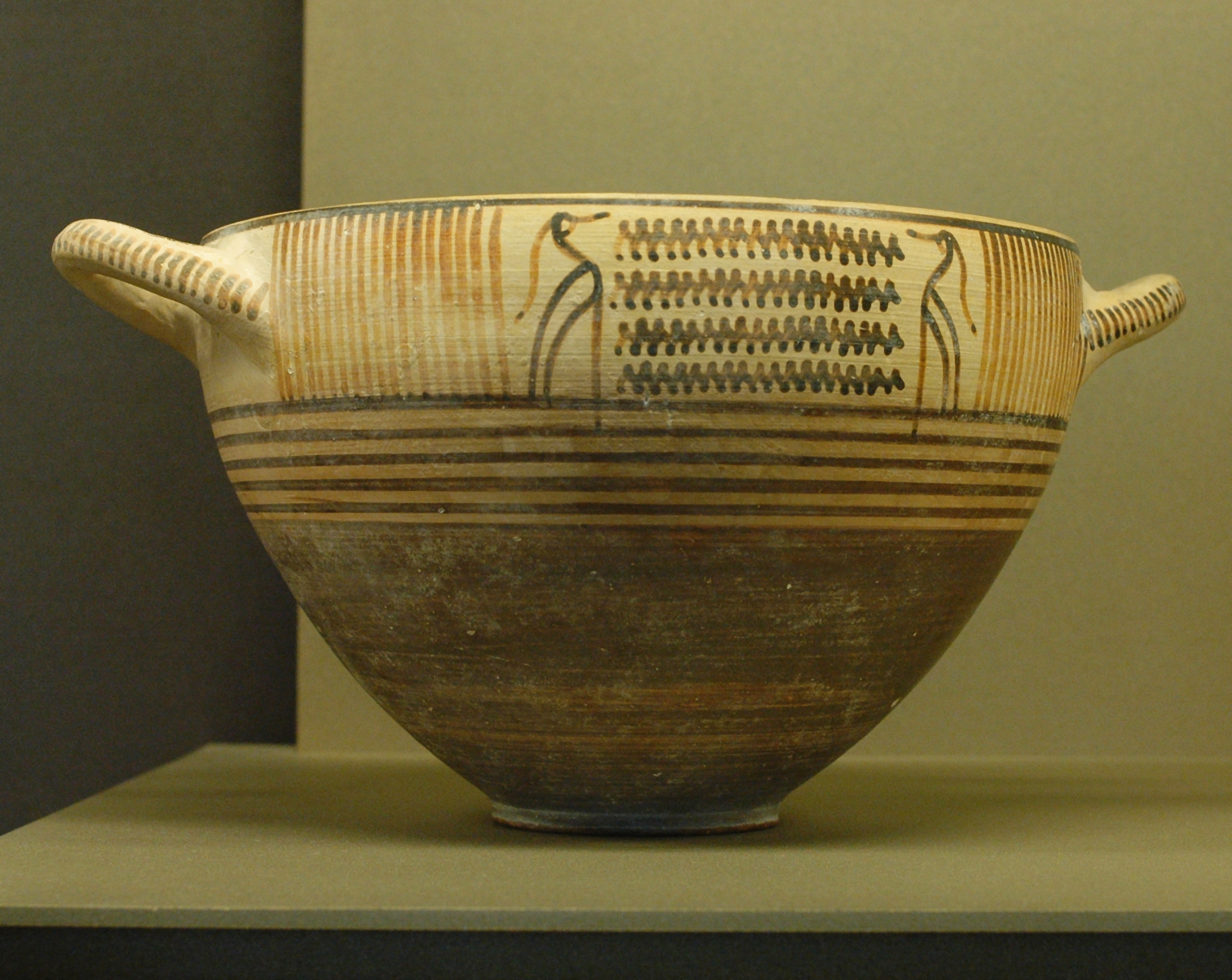
Korintský skyfos zobrazující ptáky, kolem 740 – 730 př. n. l., Louvre

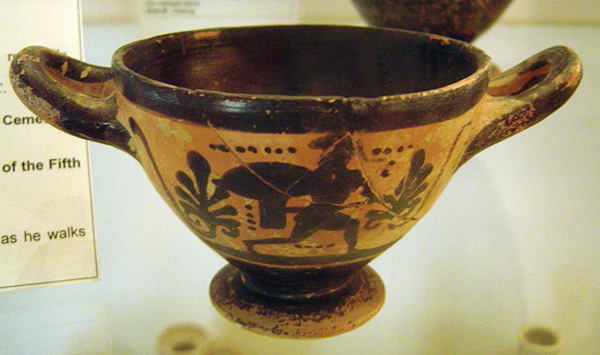
Attický skyfos zobrazující hoplítu, kolem 490 - 480 př. n. l.

Skyfos (z řečtiny σκύφος, plurál skyfoi) je hluboká starověká řecká číše většinou bez nožky a se dvěma uchy po stranách. V Řecku se objevuje již v mykénské kultuře a je kontinuálně používán i v následujících obdobích. Nejčastěji byl používán k pití vína, především v Bojótii a v Korintě.
V antické literatuře je někdy označován, jako kotylé, což byla jeho objemnější varianta.